# Миксат, Кальман
Ка́льма́н Ми́ксат (венг. Mikszáth Kálmán, 16 января 1847 — 28 мая 1910) — один из самых известных венгерских писателей XIX-XX веков, прозаик, автор романов, а также множества рассказов и эссе.

## Биография
Кальман Миксат родился 16 января 1847 года в местечке Склабина (Склабоня) комитата Ноград, Австрийская империя (ныне район Вельки-Кртиш, Банскобистрицкий край, Словакия) в семье мелкопоместного дворянина. Начальное образование получил в гимназии города Римавска-Собота. В 1864 году переехал вместе с семьёй в городок Банска-Штьявница, в 1866 году поступил на юридический факультет Будапештского университета. В начале 1871 года Кальман Миксат возвращается на родину и приступает к юридической практике на государственной службе в городке Балашшадьярмат. В это же самое время он делает первые попытки в литературной сфере. Первые его рассказы, опубликованные в будапештской прессе, успеха не имели, хотя одна из его работ получила приз газеты «Голос правды». В январе 1873 года Кальман Миксат оставил государственную службу, и поступил на работу в губернский журнал, затем некоторое время жил в Будапеште, являясь редактором журнала народнического толка. В связи с финансовыми затруднениями в 1878 году Кальман Миксат переезжает в Сегед, где тесно сотрудничает с местной газетой «Сегед Напло». В это время происходило становление Кальмана Миксата как писателя, начал вырабатываться легко узнаваемый стиль писателя. В основном из-под его пера выходили многочисленные очерки и рассказы, сюжетной основой которых служат юмористические ситуации, анекдоты, эпизоды из жизни мелких дворян, чиновников, адвокатов. Способности писателя не остались незамеченными, последовали публикации, предложения о работе, в том числе и из столицы.
Широкое признание и известность к Кальману Миксату пришли в 1881 году, после опубликования двух сборников новелл «Братья-словаки» и «Добрые палоцы». Новеллы, в основном, описывали быт словацких крестьян. Кальман Миксат поселился в Будапеште.
Начиная с этого момента Кальман Миксат стал признанным венгерским писателем, в 1881 году он получил премию Шандора Петёфи, 08 февраля 1882 года премию Общества Кишфалуди, 3 мая 1889 года стал членом Венгерской академии наук. Его романы переводились издавались большими тиражами и переводились на многие языки мира. Теодор Рузвельт был настолько восхищён романом «Зонтик святого Петра», что в ходе своей поездки по Европе в 1910 году навестил Кальмана Миксата и засвидетельствовал своё почтение.
Хотя Кальман Миксат не писал пьес, он охотно помогал драматургам инсценировать собственные произведения. Так, ещё при жизни писателя на сцене Германии шла оперетта «Селищенские красавицы», затем по произведениям Миксата были поставлены пьесы «Имение на продажу», «Осада Бестерце», «История Ности-младшего и Марии Тот», «Шипширица». Роман «Зонтик святого Петра» был экранизирован, а по роману «Чёрный город» снят многосерийный телевизионный фильм.
Вёл активную творческую деятельность до конца жизни. Кроме того, Кальман Миксат вёл и политическую деятельность: с 1879 года был депутатом округа Ильефальва в Трансильвании, с 1892 до смерти был депутатом округа Фагараш. В 1887 году, будучи членом Либеральной партии Венгрии, был избран в Национальное Собрание Венгрии
С 13 июня 1873 года состоял в браке с Илоной Маукс. От брака имел трёх сыновей, Ласло, Яноша и Альберта.
Умер 28 мая 1910 года в Будапеште, через несколько дней после празднования 40-летнего юбилея литературной деятельности.

## Творчество
Творчество Кальмана Миксата отличается легко узнаваемым добродушным юмором, зачастую грустным или ироничным, тщательной проработкой разнообразных и колоритных персонажей (иногда и несколькими точными строками), ярким сюжетом, переплетающимся с второстепенными и ретроспективными сюжетными линиями. Что касается сюжетности, творчество Миксата нередко характеризуется в известной степени детективным сюжетом, что весьма любопытно, поскольку такое крайне редко встречается в литературе того времени.
Наиболее яркой чертой творчества писателя является его, нередко нарочито, выраженное отстранённое отношение к своим произведениям. Кальман Миксат далёк от морализирования, какого-то давления на читателя, навязывания ему своего мнения, ограничиваясь описанием или максимально краткими замечаниями от своего имени или от имени персонажей. При этом Кальмат Миксат вовсе не далёк от проблем общества того времени: он наглядно показывает и проблемы бедного крестьянства, и борьбу венгерских патриотов (которой он в известной мере сочувствовал, сам будучи патриотом), и ограниченность чиновников и дворянства. Но каких-то ярлыков Миксат не вешает: и крестьянин в его произведениях может быть явно негативным лицом, и дворянин весьма привлекательным персонажем.
Интересно и описание пейзажа писателя. Кальман Миксат редко описывает величественную стихию, а напротив, ограничивается описанием природы, которая постоянно соседствует с человеком, и это хорошо получается у писателя. Находя красоту в повседневной реалии, Миксат часто оттеняет своими пейзажами чувства и переживания героев.
Кальман Миксат — ярко выраженный романтик, в его романах всегда есть место любви. Главные женские персонажи у Миксата достаточно однотипны (это, по-видимому, явилось следствием того, что нередко прототипом персонажей служила жена писателя), и представляют собой чистых, непорочных молодых девушек.
Однако, несмотря на такую романтичность, Миксат далёк от ханжества. Романтизм в его произведениях соседствует с реализмом. Вообще, Кальман Миксат мог удачно совмещать грустное и смешное, реальность и фантастику, размышления и описания. Произведения Кальмана Миксата оставляют ощущение глубокой житейской мудрости писателя, переданной через нередко подчёркнуто простой, неграмотный язык или напротив, через подчёркнуто напыщенный, перемежаемый латинскими выражениями язык героев произведений.
Кальман Миксат мастер метафор и метких аналогий, которые он опять же вкладывает в уста своих героев. Особенно писателю, владеющему тончайшими нюансами венгерского и словацкого языков, удаются диалоги, на удивление живые и характерные для описываемых персонажей.
О Кальмане Миксате нельзя говорить, как о писателе, поднимающем серьёзные философские и нравственные проблемы, но при этом его нельзя и отнести к писателям-беллетристам. Из русских писателей наибольшее влияние на Кальмана Миксата оказали Н. В. Гоголь и А. П. Чехов, и в определённой степени даже прослеживается схожесть стилей: с Н. В. Гоголем произведения Кальмана Миксата роднятся языком, ярким национальным колоритом, описаниями природы, с А. П. Чеховым — сатирой, иной раз едкой и тонко подмечаемыми чертами персонажей.

## Избранные произведения
* «Братья-словаки» (1881, сборник новелл)
* «Добрые палоцы» (1882, сборник новелл)
* «Лохинская травка» (1885, повесть)
* «Два нищих студента» (1886, повесть)
* «Говорящий кафтан» (1889, повесть)
* «Зонтик святого Петра» (1895, роман)
* «Осада Бестерце» (1896, роман)
* «Кавалеры» (1897, повесть)
* «Странный брак» (1900, роман)
* «Селищенские красавицы» (1901, повесть)
* «Проделки Кальмана Круди» (1906, повесть)
* «Кожибровский заключает сделку» (1904, повесть)
* «А все-таки Кислич талант» (1906, повесть)
* «Кто кого обскачет» (1906, повесть)
* «История Ности-младшего и Марии Тот» (1908, роман)
* «Чёрный город» (1910, роман)

## Переводы
- Говорящий кафтан (повесть) / Пер. О. Громова, Г. Лейбутина // Призрак в Лубло: Антология. — М.: Молодая гвардия, 1988. — (Мир приключений). — С. 87-174.
- Призрак в Лубло (повесть) / Пер. Г. Лейбутина // Призрак в Лубло: Антология. — М.: Молодая гвардия, 1988. — (Мир приключений). — С. 175-229.
- Кавалеры (повесть) / Пер. О. Громова // Призрак в Лубло: Антология. — М.: Молодая гвардия, 1988. — (Мир приключений). — С. 230-276.
- Чёрный петух (повесть) / Пер. О. Громова // Призрак в Лубло: Антология. — М.: Молодая гвардия, 1988. — (Мир приключений). — С. 277-322.